# Satoru Kobayashi
Satoru Kobayashi (小林 悟 Kobayashi Satoru?), född 26 augusti 1973 i Gunma prefektur, är en japansk före detta fotbollsspelare.
Kobayashi började sin karriär 1992 i NTT Kanto (Omiya Ardija). 1999 flyttade han till Sagan Tosu. Efter Sagan Tosu spelade han för Albirex Niigata. Han avslutade karriären 200.